# Julia Strecker
Julia Strecker (* 1960 in Bonn) ist eine deutsche evangelische Pastoralpsychologin und Pfarrerin.

## Leben
Nach dem Studium der Theologie arbeitete Julia Strecker drei Jahre lang als Sozialpädagogin in einem Frauenprojekt in den USA und war vier Jahre als Pastorin für Frauenberatung und Mädchenarbeit im Kirchenkreis Köln-Mitte tätig. Von 2009 bis 2015 war sie mit halbem Dienstauftrag Pfarrerin der Evangelischen Kirchengemeinde Köln-Klettenberg; bereits seit 2008 hatte sie außerdem als systemische Paar- und Familientherapeutin eine eigene Praxis.
2010 wurde sie an der Universität Paderborn bei Harald Schroeter-Wittke mit einer Arbeit über Rituale in systemischer Therapie und Seelsorge unter besonderer Berücksichtigung der Geschlechterdifferenz promoviert.

## Feministische Seelsorge
1994 veröffentlichte Julia Strecker in der Zeitschrift Schlangenbrut den Artikel Die Frage hinter der Frage mit dem Untertitel Feministische Seelsorge – Perspektiven im Neuland, in dem sie feststellte, dass es die feministische Seelsorge als geschlossene Seelsorgetheorie nicht gebe. Als religionssoziologische Grundannahme feministischer Seelsorge beschreibt sie die patriarchale Ausrichtung von Gesellschaft und Kirche: „Frauen und Männer leben auf dieser Erde nicht als gleichberechtigte Geschlechter, sondern unser Leben ist geprägt von Macht und Strukturen, in denen nach wie vor meist Männer die Mächtigen sind.“
Mit Flügel trotz allem legte sie 1998 gemeinsam mit Ursula Pfäfflin „die erste deutschsprachige Monographie zu feministischer Seelsorge und Beratung“ vor. Ihre Ansätze fanden Eingang in den EKD-Bericht Gewalt gegen Frauen als Thema der Kirche und werden in Arbeiten zur Pastoraltheologie und Seelsorge rezipiert.
Die evangelische Theologin und Religionspädagogin Angela Volkmann überträgt Julia Streckers Ansatz einer feministischen Seelsorge auf die feministisch orientierte Religionspädagogik. Gangbare Wege zur Ausbildung „einer starken weiblichen bzw. nicht-sexistischen und ganzheitlichen Ich-Identität“ von Mädchen könnten entwickelt werden,

„... wenn die Symbole, die Sprache, der ganze Sinnzusammenhang theologischen Denkens und Arbeitens auf die Selbstbestimmung und wahrhaft freie Entfaltung der Frauen hin befragt und ausgerichtet werden.“

## Mitarbeit in Instituten und Fachverbänden
- Deutsche Gesellschaft für Systemische Therapie, Beratung und Familientherapie (DGSF), Sprecherin Systemische Seelsorge[10], Lehrtherapeutin und Lehrsupervisorin
- Deutsche Gesellschaft für Pastoralpsychologie, Lehrsupervisorin und ordentliches Mitglied
- Deutsche Gesellschaft für Supervision und Coaching[11]

## Werke (in Auswahl)

### Publikationen in Buchform
- Mit Ursula Riedel-Pfäfflin: Flügel trotz allem. Feministische Seelsorge und Beratung. Konzeption – Methoden – Biographien. 1. Aufl. Gütersloh 1998, 2. korr. Aufl. Gütersloh 1999, ISBN 3-579-03015-9.
- Körperorientierte und kreative Methoden in der Seelsorge, in: Uta Pohl-Patalong (Hrsg.), Frank Muchlinsky (Hrsg.): Seelsorge im Plural. Perspektiven für ein neues Jahrhundert (= Ein Lernort-Gemeinde-Buch), Hamburg, EB-Verlag 1999, Gesamttitel  (= Ein Lernort-Gemeinde-Buch), ISBN 3-930826-50-X, S. 153 ff.
- Der Sehnsucht Sprache geben. Liturgische Texte für den Gottesdienst, Gütersloh 2000, ISBN 3-579-03194-5.
- Rituale in systemischer Therapie und Seelsorge unter besonderer Berücksichtigung der Geschlechterdifferenz, (Elektronische Ressource), Paderborn Universitätsbibliothek 2011, Onlineausgabe als PDF verfügbar.[12] (Univ., Diss., Paderborn 2010)
- Mit Ursula Riedel-Pfäfflin: Flügel für alle. Feministische Seelsorge und Beratung. Konzeption – Methoden – Biographien. Überarbeitete Neuauflage von Flügel trotz allem. Daedalus, Münster 2011, ISBN 978-3-89126-189-7.
- Beten mit allen Sinnen: gedichte gebete meditative texte. Fromm Verlag, Saarbrücken 2017, ISBN 978-3-8416-0952-6.
- Peter Ebel, Heiko Kleve, Julia Strecker (Hrsg.): Systemische Supervision in Lehre und Praxis. Carl-Auer Verlag, Heidelberg 2022, ISBN 978-3-8497-0447-6.

### Zeitschriftenartikel
- Mein Feind... Eine Nachlese, in: Schlangenbrut, Jahrgang 10, 1992, Heft 39 (Thema: In die Schule gegangen – Feministische Religionspädagogik).
- Die Frage hinter der Frage. Feministische Seelsorge – Perspektiven im Neuland, in: Schlangenbrut, Jahrgang 12, 1994, Heft 46, S. 5 ff.
- Sexuelle Grenzverletzungen und Übergriffe in Seelsorge und Beratung, in: Pastoraltheologie. Monatschrift für Wissenschaft und Praxis in Kirche und Gesellschaft, 91. Jahrgang, 2002, Heft 9, S. 393–395.
- Warten auf das tote Kind. Gespräche mit Annika, in: Diakonia, 36. Jahrgang, 2005, Heft 6, 419–425.
- Die Bedeutung und Besonderheit von Ritualen in Seelsorge und Beratung, in: systemagazin. Zeitschrift für systemische Therapie und Beratung, Jahrgang 27, 2009, Heft 3, S. 121–127.